# Pristaulacus fiebrigi
Pristaulacus fiebrigi är en stekelart som beskrevs av Brethes 1909. Pristaulacus fiebrigi ingår i släktet Pristaulacus och familjen vedlarvsteklar. Inga underarter finns listade i Catalogue of Life.